# آرگا (رودخانه)
آرگا (به انگلیسی: Arga)، رودی از نابارا واقع در اسپانیا است. این رود، ریزابه ای از رود آراگون است، که خود ریزابه ای از رود ایبرو (Ebro) است. آرگا در دوران باستان به نام رونا (Runa) معروف بود. این رود در شمال شرقی اسپانیا واقع شده، حدود ۱۴۵ کیلومتر کشیده شده و دارای حوضه آبریزی به وسعت ۲٬۷۵۹ کیلومتر مربع است که ۲٬۶۵۲ کیلومتر مربع آن در ناواره (Navarre) و ۱۰۷ کیلومتر باقیمانده آن نیز در استان آلابا واقع است. سرچشمه این رود در شمال استریبار، نزدیک مرز فرانسه است و به رود آراگون نزدیک فونز (Funes) تخلیه می‌شود.
روی این رود سدی در مخزن نزدیک به استریبار (Esteribar) زده شده که استفاده اصلی آن تأمین احتیاجات منطقه کلان‌شهری پامپلونا، بزرگترین شهر واقع بر روی رود آرگا می‌باشد.